# Skvorțove (Skvorțove), Simferopol
Skvorțove (în ucraineană Скворцове) este localitatea de reședință a comunei Skvorțove din raionul Simferopol, Republica Autonomă Crimeea, Ucraina.

## Demografie
Componența lingvistică a localității Skvorțove
     Rusă (76,22%)
     Tătară crimeeană (13,34%)
     Ucraineană (8,91%)
     Alte limbi (0,2%)
Conform recensământului din 2001, majoritatea populației localității Skvorțove era vorbitoare de rusă (76,22%), existând în minoritate și vorbitori de tătară crimeeană (13,34%) și ucraineană (8,91%).